# Macropsis chinai
Macropsis chinai är en insektsart som beskrevs av Metcalf 1966. Macropsis chinai ingår i släktet Macropsis och familjen dvärgstritar. Inga underarter finns listade i Catalogue of Life.